# Catherine-Joséphine Duchesnois
Pour les articles homonymes, voir Duchesnois.
Joséphine Duchesnois, née Catherine Joséphine Rafin, dite Mlle Duchesnois (née à Saint-Saulve le 5 juin 1777 et morte à Paris le 8 janvier 1835), est une tragédienne française.

## Biographie
À ses débuts, la grande rivale de la « protégée » de Bonaparte, Mademoiselle George, elle-même a été la protégée de Joséphine de Beauharnais. Elle débuta en 1802 dans le rôle de Phèdre et obtint sur-le-champ un succès prodigieux. Elle fut reçue sociétaire du Théâtre-Français en 1804 et quitta la scène en 1833.
Elle a été l'élève de Gabriel-Marie Legouvé, un poète et dramaturge. À ses débuts elle a été soutenue par Pierre Lafon (acteur) ou le politicien Pierre-Louis Roederer. Elle a immédiatement attiré un public nombreux. Le critique Julien Louis Geoffroy, par ses articles dans le Journal des débats, en mettant en valeur la puissance sur l'individu qu'elle porte, assurera sa célébrité.
Sa figure était réputée peu avantageuse, mais sa taille, sa voix et le jeu de sa physionomie faisaient oublier ce détail. Elle est connue surtout pour les rôles qu'elle à tenus dans les tragédies de Racine et pour ceux qu'elle a créés : Jeanne d'Arc de Charles-Joseph Loeillard d'Avrigny et Marie Stuart de Pierre-Antoine Lebrun. 
Qu'elle soit jugée en manque de beauté n'a pas été un détail pour tout le monde, particulièrement lors de cabales la comparant à ses supposées rivales. Ainsi, d'après Stendhal, entre autres : « aussi douée qu’elle soit, Duchesnois est  très laide ». À l'époque, si une actrice pouvait être reconnue malgré une disgrâce concernant son corps, ce point restait un sujet de débat majeur.
Elle est enterrée au cimetière du Père-Lachaise.

## Jugements
Étienne-Léon de Lamothe-Langon (1830)

« La tragédie a pour remplir ses principaux rôles l'éternelle demoiselle Duchesnois, qui débuta à vingt-cinq ans en 1800 : c'était alors et c'est encore une grande fille fort bien faite, à la voix sonore et douce, et à quelques inspirations de sensibilité que lui fournit son cœur ; mais dans trente ans d'exercice de son emploi, elle aussi est restée stationnaire ; une singulière difficulté à comprendre l'a arrêtée dans sa carrière. Maintenant ses qualités disparaissent et ses défauts augmentent. Ce n'est pas que parfois elle ne retrouve des éclairs de son talent, elle enlève alors les applaudissements. Elle joue dans la perfection le rôle de Phèdre et celui d'Ariane ; elle a des moments superbes dans Marie Stuart, et elle est admirable dans la Jeanne d'Arc de M. d'Avrigny. Elle pourrait être utile à la Comédie-Française, mais la persuasion qu'elle a de sa supériorité sur ses rivales, ses forces qui s'épuisent, sa déclamation toute de l'ancienne école, sa haine pour la tragédie romantique qui a son beau côté, nuisent à ses qualités. On peut la conseiller, elle n'entend pas les observations qu'on lui adresse. »

## Théâtre

### Carrière à la Comédie-Française
Entrée en 1802
Nommée 216e sociétaire en 1804
Départ en 1829

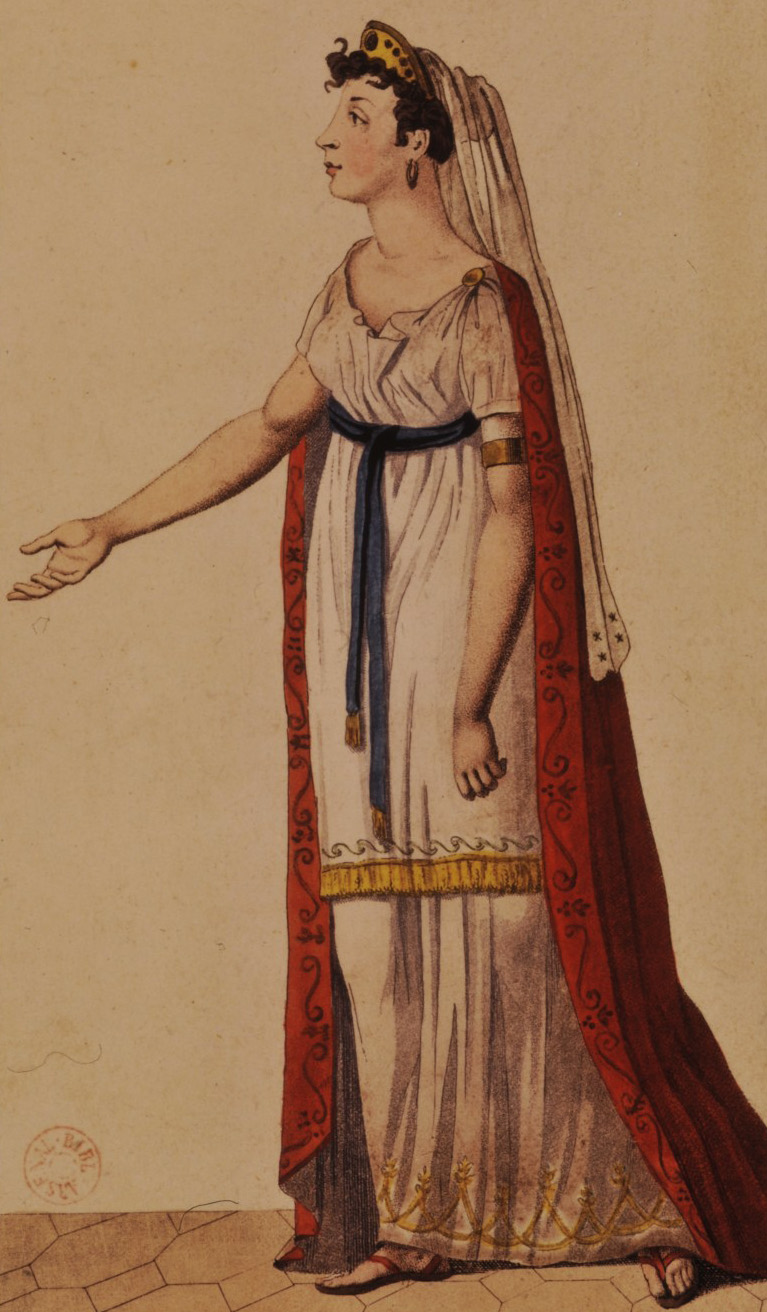
Catherine-Joséphine Duchesnois, en Phèdre de Jean Racine

- 1802 : Andromaque de Jean Racine, Comédie-Française : Hermione
- 1802 : Bajazet de Jean Racine, Comédie-Française : Roxane
- 1802 : Phèdre de Jean Racine, Comédie-Française : Phèdre
- 1803 : Iphigénie de Jean Racine, Comédie-Française : Eriphile, puis Clytemnestre
- 1804 : Polyxène d'Étienne Aignan, Comédie-Française : Hécube
- 1804 : Cyrus de Marie-Joseph Chénier, Comédie-Française : Mandane
- 1805 : Mithridate de Jean Racine, Comédie-Française : Monime
- 1805 : Esther de Jean Racine : Esther
- 1805 : Astyanax de Halma : Andromaque
- 1805 : Nicomède de Pierre Corneille : Arsinoé
- 1806 : Athalie de Jean Racine : Josabet puis Athalie
- 1806 : Antiochus Epiphanes d'Auguste Le Chevalier : Athénaïs
- 1806 : La Mort de Henri IV, roi de France de Gabriel-Marie Legouvé : Marie de Médicis
- 1806 : Octavie de Jean-Marie Siouriguères de Saint-Marc : Octavie
- 1807 : Andromaque de Jean Racine : Andromaque
- 1807 : Abdélazis et Zuleima de Pierre-Nicolas André de Murville : Zuleima
- 1807 : Rodogune de Pierre Corneille : Rodogune
- 1807 : Hamlet de Jean-François Ducis d'après William Shakespeare : Gertrude
- 1809 : Hector de Jean-Charles-Julien Luce de Lancival : Andromaque
- 1811 : Mahomet II de Pierre Baour-Lormian : Zulime
- 1813 : Ninus II de Charles Briffaut : Uzire
- 1814 : Ulysse de Pierre-Antoine Lebrun : Télémaque
- 1815 : Jeanne Gray de Charles Brifaut : Jeanne Gray
- 1815 : Démétrius d'Étienne-Joseph-Bernard Delrieu : Stratonice
- 1816 : Arthur de Bretagne d'Étienne Aignan : Constance
- 1817 : Germanicus d'Antoine-Vincent Arnault : Agrippine
- 1817 : Phocion de Jacques-Corentin Royou : Olympe
- 1818 : Britannicus de Jean Racine : Agrippine
- 1819 : Hécube et Polyxène de Pierre-François-Xavier Bourguignon d'Herbigny : Hécube
- 1819 : Jeanne d'Arc à Rouen de Charles-Joseph Loeillard d'Avrigny : Jeanne d'Arc
- 1820 : Marie Stuart d'après Friedrich von Schiller : Marie Stuart
- 1820 : Jean de Bourgogne de Guilleau de Formont : Valentine
- 1821 : Sylla d'Étienne de Jouy : Valérie
- 1822 : Regulus de Lucien Arnault : Attilie
- 1822 : Clytemnestre d'Alexandre Soumet : Clytemnestre
- 1823 : Le Maire du palais de Jacques-François Ancelot : Bathilde
- 1823 : Pierre de Portugal de Lucien Arnault : Inès
- 1824 : Richard III et Jeanne Shore de Népomucène Lemercier : Jeanne Shore
- 1825 : Judith de Hyacinthe Decomberousse : Judith
- 1825 : La Clémence de David de Drap-Arnaud : Jeshrael
- 1825 : Léonidas de Michel Pichat : Archidamie
- 1826 : Le Siège de Paris de Charles-Victor Prévost d'Arlincourt : Berthe
- 1827 : Virginie d'Alexandre Guiraud : Valérie
- 1827 : Le Proscrit ou les Guelfes et les Gibelins d'Antoine-Vincent Arnault : Dianore
- 1827 : Blanche d'Aquitaine de Hippolyte Bis : Blanche
- 1828 : Élisabeth de France d'Alexandre Soumet : Élisabeth
- 1829 : Isabelle de Bavière d'Étienne-Léon de Lamothe-Langon : Marcelle
- 1829 : Pertinax ou les Prétoriens d'Antoine-Vincent Arnault : Helvidie

## Hommages

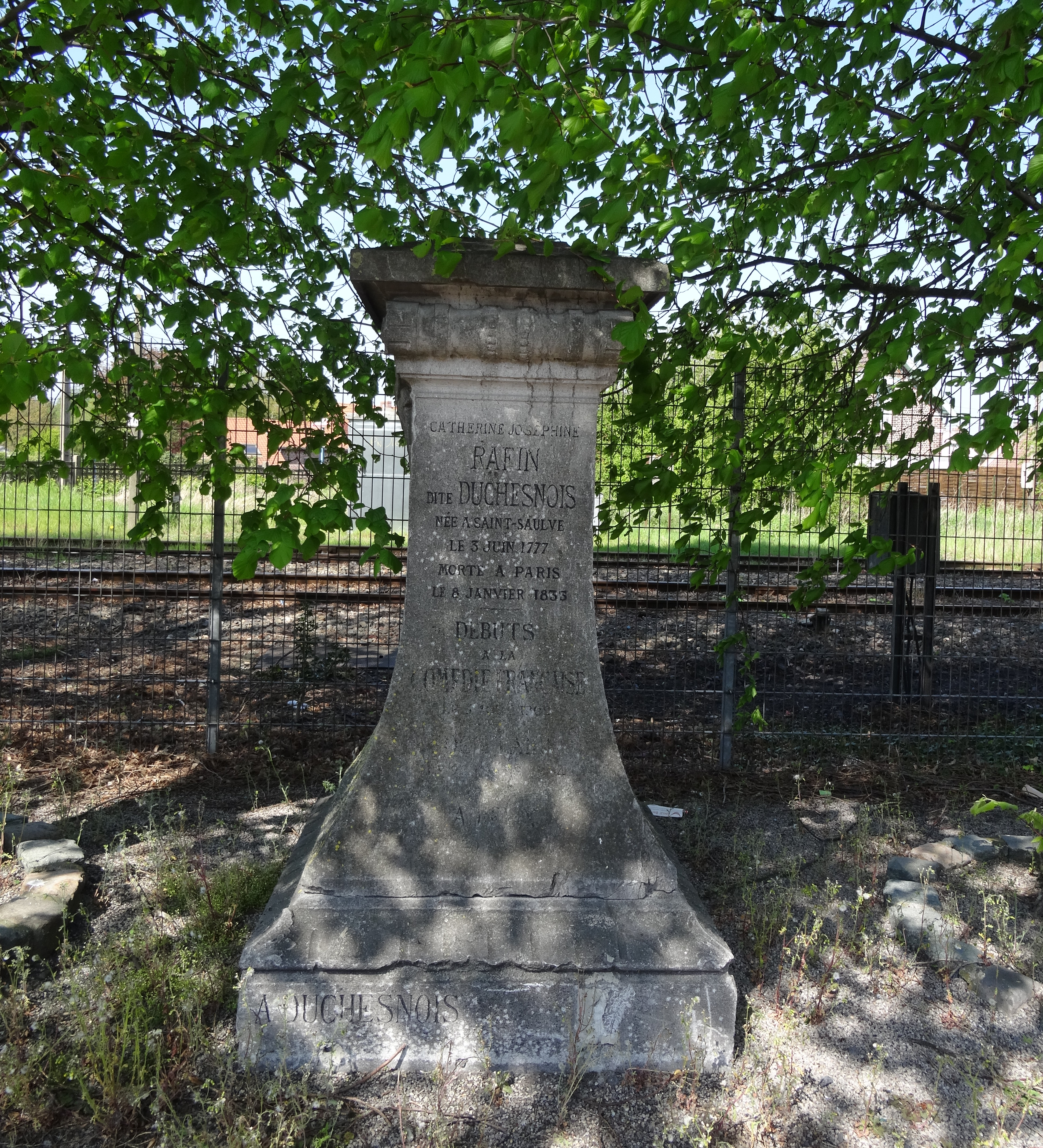
Le monument en avril 2014.

Un monument en hommage à Catherine-Joséphine Duchesnois a été érigé à Saint-Saulve près de l’ancienne gare de Saint-Saulve.

## Source
Cet article comprend des extraits du Dictionnaire Bouillet. Il est possible de supprimer cette indication, si le texte reflète le savoir actuel sur ce thème, si les sources sont citées, s'il satisfait aux exigences linguistiques actuelles et s'il ne contient pas de propos qui vont à l'encontre des règles de neutralité de Wikipédia.